# Earthbound (album)
Earthbound er et live-album med King Crimson, udgivet i 1972 kort efter at gruppen var gået fra hinanden. Albummet er blevet rost for sin funky stil (usædvanligt for gruppen) og en forrygende udgave af "21st Century Schizoid Man", men også kritiseret for den meget dårlige lyd, der skyldes, at musikken blev optaget på kassettebånd.
Genudgivelsen på CD forbedrer ikke den generelle lydkvalitet væsentligt.